# Euxoa declarans
Euxoa declarans là một loài bướm đêm trong họ Noctuidae.